# فرانك إف. فانغ
فرانك إف. فانغ (بالإنجليزية: Frank Fang)‏ هو فيزيائي أمريكي، ولد في 11 سبتمبر 1930 في بكين في الصين.